# Пар-ле-Ромийи
Пар-ле-Ромийи́ (фр. Pars-lès-Romilly) — коммуна во Франции, находится в регионе Шампань — Арденны. Департамент — Об. Входит в состав кантона Ромийи-сюр-Сен-1. Округ коммуны — Ножан-сюр-Сен.
Код INSEE коммуны — 10280.
Коммуна расположена приблизительно в 110 км к востоку от Парижа, в 70 км юго-западнее Шалон-ан-Шампани, в 33 км к северо-западу от Труа.

## Население
Население коммуны на 2008 год составляло 764 человека.
| 1962 | 1968 | 1975 | 1982 | 1990 | 1999 | 2008 |
| ---- | ---- | ---- | ---- | ---- | ---- | ---- |
| 394  | 406  | 678  | 714  | 713  | 684  | 764  |

## Администрация
| Период | Период | Фамилия        | Партия | Примечания |
| ------ | ------ | -------------- | ------ | ---------- |
| 2001   | 2008   | Люсьен Паске   |        |            |
| 2008   |        | Жан-Мари Корбе |        |            |

## Экономика
В 2007 году среди 442 человек в трудоспособном возрасте (15—64 лет) 293 были экономически активными, 149 — неактивными (показатель активности — 66,3 %, в 1999 году было 62,9 %). Из 293 активных работали 268 человек (146 мужчин и 122 женщины), безработных было 25 (5 мужчин и 20 женщин). Среди 149 неактивных 37 человек были учениками или студентами, 69 — пенсионерами, 43 были неактивными по другим причинам.

## Фотогалерея
- Церковь, построенная на древнем кургане
- Карта коммуны